# 全国法制宣传日
全国法制宣传日，俗称全国普法日，中华人民共和国从2001年将每年12月4日定为全国法制宣传日，12月4日为现行《中华人民共和国宪法》（八二宪法）颁布实施日。

## 简介
中共中央、国务院于2001年4月26日转发的《中央宣传部、司法部关于在公民中开展法制宣传教育的第四个五年规划》中确定 ：
将我国现行宪法实施日即12月4日，作为每年一次的全国法制宣传日。

## 历年主题
| 年份   | 主题                                                                   |
| 2016年 | 大力弘扬法治精神 协调推进“四个全面”战略布局                            |
| 2015年 | 弘扬宪法精神，推动创新、协调、绿色、开放、共享发展                     |
| 2014年 | 弘扬宪法精神，建设法治中国 （自2014年起，每年的12月4日也是国家宪法日） |
| 2013年 | 大力弘扬法治精神，共筑伟大中国梦                                       |
| 2012年 | 弘扬宪法精神，服务科学发展                                             |
| 2011年 | 深入学习宣传宪法，大力弘扬法治精神                                     |
| 2010年 | 弘扬法治精神，促进社会和谐                                             |
| 2009年 | 加强法制宣传教育，服务经济社会发展                                     |
| 2008年 | 弘扬法治精神，服务科学发展                                             |
| 2007年 | 弘扬法治精神，推进依法治国                                             |
| 2006年 | 落实‘五五’普法规划，促进和谐社会建设                                   |
| 2005年 | 弘扬宪法精神，构建和谐社会                                             |
| 2004年 | 弘扬宪法精神，增强法制观念                                             |
| 2003年 | 依法治国，执政为民                                                     |
| 2002年 | 学习宣传宪法，推进民主法制建设                                         |
| 2001年 | 增强宪法观念，推进依法治国                                             |

## 活动
在全国法制宣传日，全国各级政法部门等分别开展各种形式的法制宣传活动。自2009年以来，最高人民法院每年都在全国法制宣传日举办公众开放日活动。2013年起，最高人民法院院长亲自参加公众开放日活动。2014年全国法制宣传日，最高人民法院首次邀请冤案当事人参加公众开放日活动，受邀的冤案当事人为浙江叔侄强奸杀人冤案当事人张高平、张辉。